# Republic XF-84H
Republic XF-84H "Thunderscreech" là một mẫu máy bay thử nghiệm trang bị động cơ tuabin phản lực cánh quạt, nó được phát triển từ mẫu máy bay F-84F Thunderstreak. Nó được trang bị một động cơ tuabin kết hợp với một động cơ cánh quạt, XF-84H có khả năng thiết lập kỷ lục tốc độ không chính thức, nhưng không thể khắc phục những khó khăn về mặt khí động học, do đó chương trình đã bị hủy bỏ.

## Thiết kế và phát triển
Dù Trung tâm phát triển hàng không Wright thuộc Không quân Hoa Kỳ (USAF) là nhà tài trợ chính của Đề án 3347 của Republic phát triển một mẫu máy bay tiêm kích động cơ tuabin phản lực cánh quạt, nhưng khởi đầu lại từ yêu cầu của Hải quân Hoa Kỳ về một mẫu máy bay tiêm kích trang bị cho tàu sân bay, nó phải cất cánh mà không cần đến sự trợ giúp từ máy phóng. Tên định danh ban đầu của đề án là XF-106, nhưng sau đó đề án được đổi tên thành XF-84H, do nó gần như là một chương trình phát triển một biến thể của F-84 hơn là một mẫu máy bay mới. Khi hải quân hủy bỏ hợp đồng chế tạo 3 mẫu thử, thì mẫu thử XF-84H trở thành máy bay nghiên cứu cho Phòng thí nghiệm động cơ cánh quạt của không quân tại Căn cứ Không quân Wright-Patterson để thử nghiệm các mẫu động cơ cánh quạt giúp máy bay đạt vận tốc siêu âm.

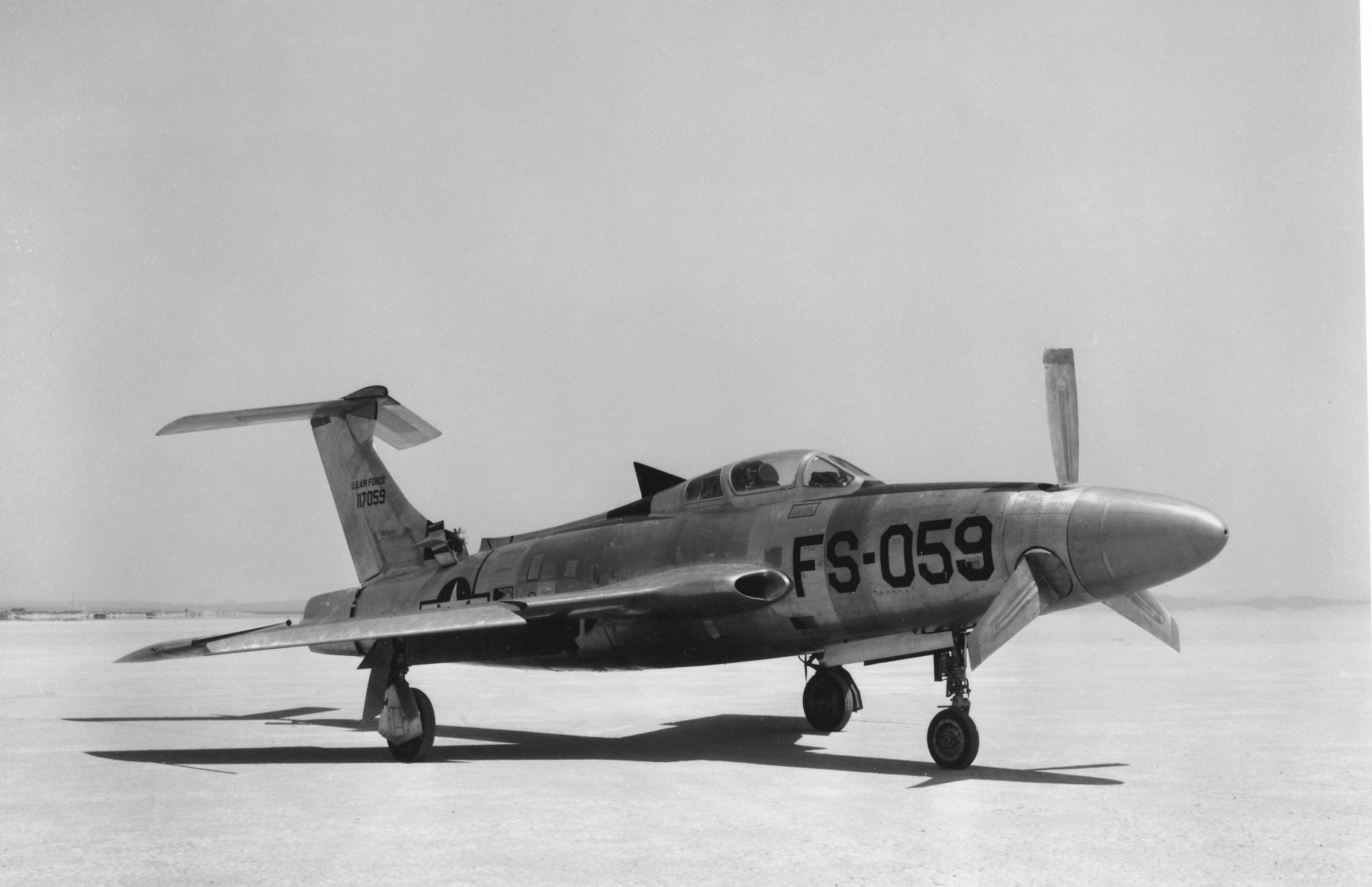
Mẫu thử 51-17059

XF-84H được tạo ra từ một khung thân một chiếc F-84F sửa đổi, lắp đặt một động cơ tuabin phản lực cánh quạt Allison XT40-A-1 có lực đẩy 5850 hp (4360 kW)  ở phía sau buồng lái, nó có trục được kéo dài để lắp cánh quạt ở mũi. Động cơ tuabin được lắp đặt nhưng không được sử dụng đến, nó có chế độ đốt tăng lực cũng tăng công suất lên tới 7.230 mã lực (5.391 kW). Lực đẩy được điều chỉnh bằng cách thay đổi góc phương của cánh quạt có đường kính 12 ft (3.7 m), cánh quạt gồm có 3 cánh làm bằng thép, vuông góc với mặt phẳng ngang và quay liên tục ở tốc độ 3.000 vòng/phút, giúp máy bay đạt tốc độ xấp xỉ Mach 1,18. Để triệt tiêu mô-men xoắn của cánh quạt và "hệ số P", XF-84H có cánh trượt cố định ở lưng. Đuôi của XF-84H là loại đuôi chữ T để ổn định cân bằng.
XF-84H bị mất ổn định do mô-men xoắn loắn từ cánh quạt, cũng như các vấn đề cố hữu đối với động cơ cánh quạt khi bay ở vận tốc siêu âm. Một số cấu hình lưỡi quạt kì lạ đã được thử nghiệm để giải quyết các vấn đề trên trong một thiết kế cuối cùng. Các tính năng thiết kế khác nhau cũng được tính đến để triệt tiêu mô-men xoắn lớn. Hai mẫu thử gặp phải những vấn đề liên quan đến động cơ T40 như các loại máy bay cường kích khác là Douglas XA2D Skyshark và North American A2J Super Savage. Một tính năng đáng chú ý của thiết kế là XF-84H là máy bay đầu tiên mang một tuabin nén khí có thể thu vào đưa ra được. Trong trường hợp động cơ hỏng, nó sẽ tự động đón luồng khí để cung cấp điện và lực đẩy. Do vấn đề động cơ, nên động cơ tuabin nén khí thường được lắp trong chuyến bay.

## Thử nghiệm

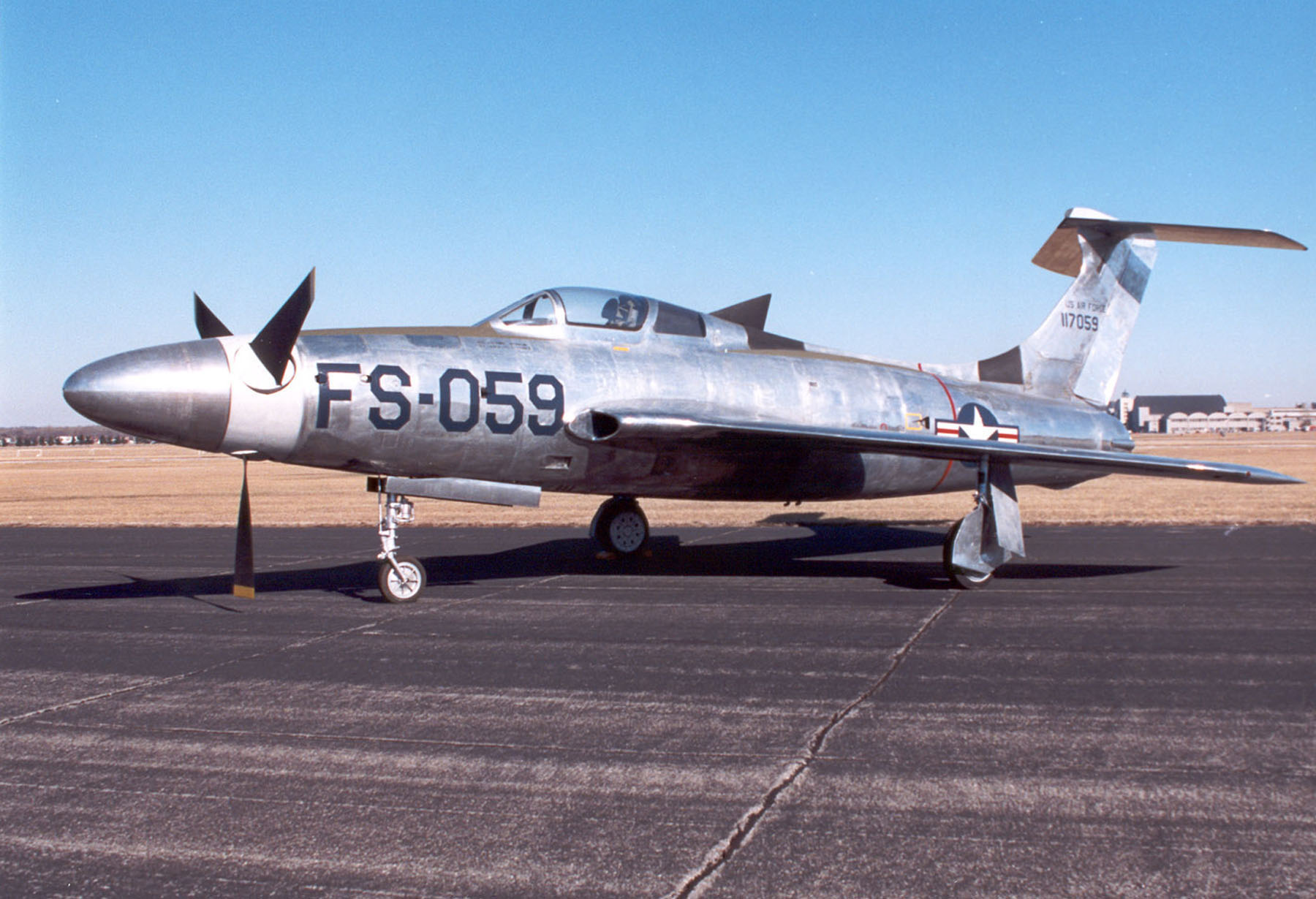
Mẫu thử 51-17059

Sau khi được sản xuất tại nhà máy của Republic ở Farmingdale, Long Island. 2 chiếc XF-84H được tháo rời và vận chuyển bằng đường sắt tới Căn cứ Không quân Edwards để thử nghiệm bay. Các mẫu thử bay tổng coonjg12 lần từ căn cứ Edwards, tổng thời gian bay là 6 giờ 40 phút. Một trong các phi công thử nghiệm của Republic là Lin Hendrix sau khi điều khiển chiếc XF-84H một lần đã từ chối không bao giờ bay nữa, Hendrix tuyên bố "nó không bao giờ bay quá được 450 knot, vì ở tốc độ này, nó sẽ xảy ra hiện tượng 'lượn ngoằn ngoèo', dường như mất ổn định chiều dọc". Các chuyến bay thử nghiệm liên tục xảy ra các vấn đề về động cơ, độ ổn định của hệ thống thủy lực và rung lắc. Phi công thử nghiệm Hank Beaird đã điều khiển XF-84H 11 lần, nhưng trong đó có đến 10 lần các chuyến bay kết thúc bằng việc hạ cánh bắt buộc.

### Độ ồn
XF-84H rất có thể là chiếc máy bay gây ồn lớn nhất từng được chế tạo, nó có biệt danh là "Thunderscreech" (tiếng sét) và "Mighty Ear Banger" (Pháo nổ inh tai nhức óc). Khi chạy lấy đà dưới mặt đất, các mẫu thử gây ra tiếng ồn có thể nghe thấy từ khoảng cách 25 dặm (40 km). Không giống như những cánh quạt quay ở vận tốc dưới âm, các lá quạt dài 24–30 inch của XF-84H quay nhanh hơn vận tốc âm thanh ngay cả khi động cơ hoạt động ở chế độ thường, liên tục gây ra hiện tượng sonic boom nhìn thấy được, nó tỏa ra xa hàng trăm mét theo chiều ngang từ cánh quạt. Sóng xung kích mạnh đnế nỗi có thể xô ngã một người đàn ông; một trưởng tổ bay ở bên trong chiếc C-47 đậu bên cạnh không thể làm gì trong 30 phút khi chiếc XF-84H chạy dưới đất. Cùng với độ ồn do cánh quạt gây ra là độ ồn của hai động cơ tuabin, tất cả tiếng ồn này gây cho đội kỹ thuật mặt đất triệu chứng buồn nôn và đau đầu trầm trọng. Trong một báo cáo, một kỹ sư của Republic đã bị các triệu chứng trên sau khi tiếp xúc gần với sóng xung kích phát ra từ XF-84H.
Những tiếng ồn do XF-84H gây ra cũng làm gián đoạn nghiêm trọng hoạt động của tháp điều khiển không lưu Căn cứ Edwards, bởi chấn động từ sóng xung kích phát ra từ XF-84 có thể gây hư hại tới các thiết bị nhạy cảm và khiến nhân viên điều khiển không lưu có thể nhầm lẫn khi liên lạc với phi công lái XF-84H trên đường băng bằng tín hiệu án sáng. Sau rất nhiều khiếu nại, Trung tâm thử nghiệm bay Không quân đã chỉ đạo hãng Republic đưa máy bay ra hồ Rogers Dry, tránh xa đường băng trước khi động cơ khởi động. Chương trình thử nghiệm đã không tiến hành thêm, không có phi công nào của USAF bay XF-84H. Với khả năng thất bại của động cơ, thiết bị khi không đạt được vận tốc thiết kế, và các vấn đề khác, USAF đã hủy bỏ chương trình này vào tháng 9/1956.

### Ý nghĩa lịch sử

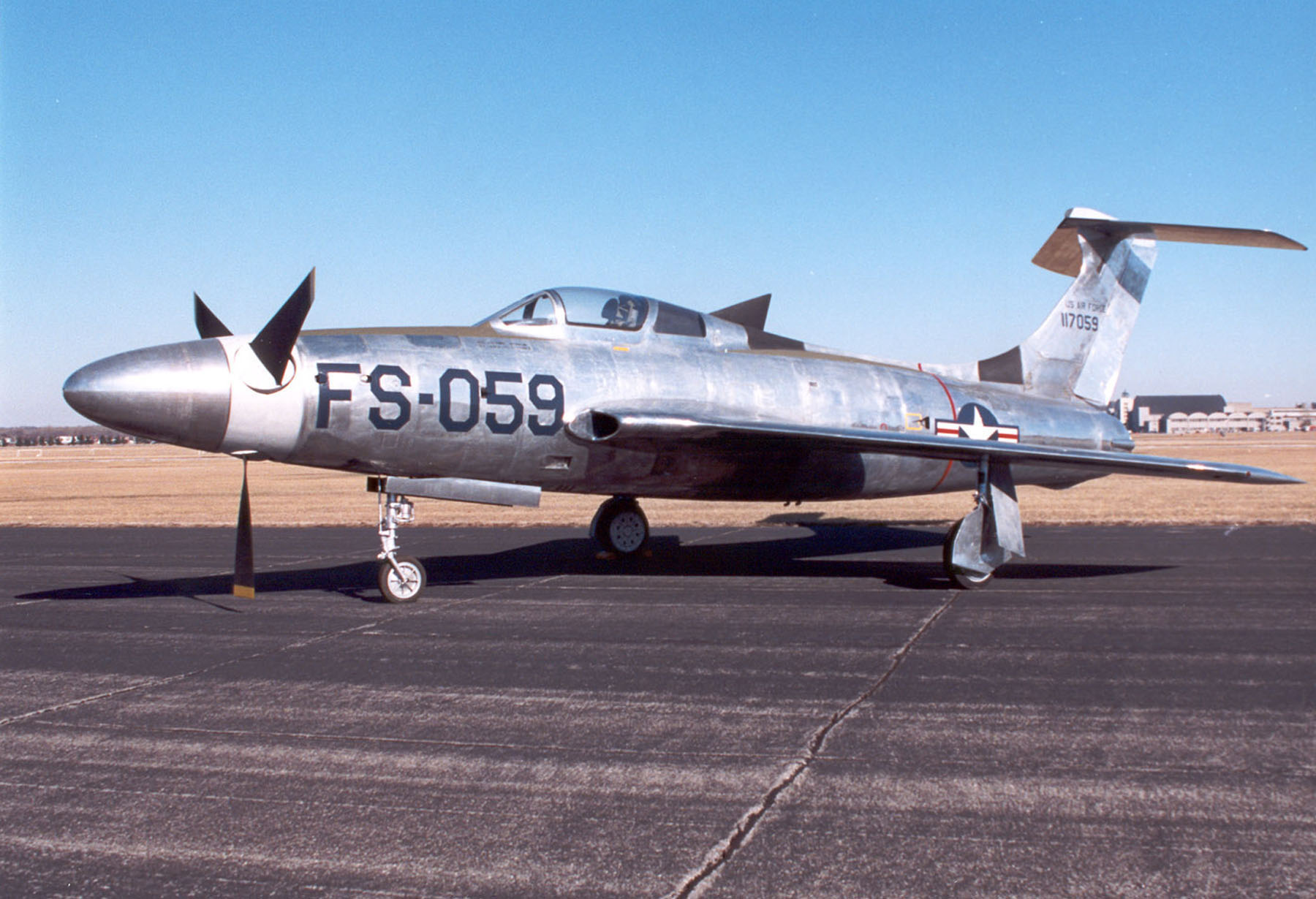
Mẫu thử 51-17059

Mặc dù cuốn sách kỷ lục Guinness ghi nhận XF-84H là máy bay cánh quạt nhanh nhất từng được chế tạo, nó có tốc độ thiết kế lớn nhất là 670 mph (Mach 0,9) và khi thử nghiệm đã đạt 623 mph (Mach 0,83) thì vẫn xảy ra nhiều tranh cãi. Vận tốc kỷ lục không chính thức cũng phù hợp với dữ liệu của Bảo tàng Quốc gia Không quân Hoa Kỳ là 520 mph (Mach 0,70), tuy nhiên kỷ lục này xác lập cho XF-84H là máy bay cánh quạt một động cơ nhanh nhất cho đến năm 1989 khi một chiếc F8F Bearcat được sửa đổi đạt vận tốc 528 mph (Mach 0,71).

## Quốc gia sử dụng
Hoa Kỳ
- Không quân Hoa Kỳ

## Những chiếc còn sót lại
2 mẫu thử được chế tạo (51-17059 và 51-17060), có tên khác là FS-059 và FS-060.
FS-059 được đặt ở cửa của Sân bay Meadows Field ở Bakersfield, California, cánh quạt có nó được làm quay bằng một động cơ điện. Năm 1992, nó được đưa tới Không đoàn Tiêm kích 178 thuộc Không lực Vệ binh Quốc gia Hoa Kỳ Ohio, các tình nguyện viên đã dành 3.000 giờ để đưa Thunderscreech trở về tình trạng tốt và đưa nó ra trưng bày. Giờ nó được trưng bày tại Bảo tàng Quốc gia Không quân Hoa Kỳ ở Căn cứ Không quân Wright-Patterson gần Dayton, Ohio.
FS-060 chỉ thực hiện có 4 chuyến bay. Động cơ T40 của nó được sử dụng để hỗ trợ chương trình thử nghiệm bay Douglas A2D Skyshark.

## Tính năng kỹ chiến thuật

### Đặc điểm riêng
- Tổ lái: 1
- Chiều dài: 51 ft 5 in (15,67 m)
- Sải cánh: 33 ft 5 in (10,18 m)
- Chiều cao: 15 ft 4 in (4,67 m)
- Diện tích cánh: 30,75 m2
- Trọng lượng rỗng: 17.892 lb (8.132 kg)
- Trọng lượng có tải: 27.046 lb (12.293 kg)
- Động cơ: 1 động cơ tuabin phản lực cánh quạt Allison XT40-A-1, công suất 5.850 hp (4.365 kw)

### Hiệu suất bay
- Vận tốc cực đại: 520 mph (837 km/h)
- Tầm bay: >2.000 mi (3.200 km)
- Trần bay: >40.000 ft (14.600 m)
- Vận tốc lên cao: 5.000 ft/ phút (1.520 m/phút)
- Lực đẩy/trọng lượng: 0,66

### Máy bay có cùng sự phát triển
- Republic F-84 Thunderjet
- Republic F-84F Thunderstreak
- Republic XF-91 Thunderceptor

### Máy bay có tính năng tương đương
- Consolidated Vultee XP-81
- Douglas A2D Skyshark
- McDonnell XF-88B
- Ryan XF2R Dark Shark